# Diagonale

Le segment [D'B'] est une diagonale du carré A'B'C'D'.[D'B'] et [A'C] sont tous deux des diagonales du cube ci-dessus.

Pour les articles homonymes, voir Diagonale (homonymie).

## Dans leplan
On appelle diagonale d'un polygone tout segment reliant deux sommets non consécutifs (non reliés par un côté). Un polygone à n côtés possède donc {\displaystyle {n \choose 2}}{\displaystyle -n={\frac {n(n-3)}{2}}} diagonales.
Un quadrilatère est un parallélogramme si, et seulement si, ses diagonales se croisent en leur milieu.

## Dans l'espace
On appelle diagonale de l'espace une diagonale d'un polytope, diagonale de l'espace principale une diagonale principale d'un polytope, diagonale de l'espace brisée une diagonale brisée d'un hypercube.[pas clair]
On appelle triagonale une diagonale d'un polyèdre, triagonale principale une diagonale principale d'un polyèdre, triagonale brisée une diagonale brisée d'un cube.[Information douteuse]
On appelle quadragonale une diagonale d'un polytope à quatre dimensions, quadragonale principale une diagonale principale d'un polytope à quatre dimensions, quadragonale brisée une diagonale brisée d'un tesséract.[Information douteuse]

## Dans lesmatrices
On appelle diagonale d'une grille ou matrice une rangée diagonale descendante reliant un bord à un autre. Voir aussi matrice diagonale.
On appelle antidiagonale d'une grille ou matrice une rangée diagonale ascendante reliant un bord à un autre.
On appelle aussi première diagonale l'unique diagonale descendante d'une matrice carrée et seconde diagonale l'unique diagonale ascendante d'une matrice carrée.
On appelle diagonale brisée d'une grille ou matrice toute paire de rangées parallèles à une diagonale principale et totalisant autant d'éléments que la plus petite dimension de la grille ou matrice.
On appelle diagonale dominante d'une matrice carrée la première diagonale lorsque celle-ci vérifie pour tout i : {\displaystyle |a_{i,i}|\geqslant |a_{i,1}|+\ldots +|a_{i,i-1}|+|a_{i,i+1}|+\ldots +|a_{i,n}|}.
On appelle diagonale strictement dominante d'une matrice carrée la première diagonale lorsque celle-ci vérifie pour tout i : {\displaystyle |a_{i,i}|>|a_{i,1}|+\ldots +|a_{i,i-1}|+|a_{i,i+1}|+\ldots +|a_{i,n}|}.

## Pour un ensemble
Par analogie, la diagonale du carré cartésien X×X d'un ensemble X par lui-même est l'ensemble, noté ΔX, des couples (x, x) quand x parcourt X.
Cette définition se généralise à une puissance cartésienne quelconque : la diagonale de XE est l'ensemble des fonctions constantes de E dans X.[réf. nécessaire]